# Uladsimir Miklascheuski
Uladsimir Miklascheuski (belarussisch Уладзімір Міклашэўскі, russisch Владимир Миклашевский; * 1. Januar 1983 in Lahojsk, Weißrussische SSR) ist ein belarussischer Biathlet.
Uladsimir Miklascheuski lebt in Lahojsk, wo er Sportlehrer ist. Seit 1993 betreibt er Biathlon, seit 2006 als Teil des belarussischen Nationalkaders. Erstmals 2002 in Ridnaun trat er bei Junioren-Weltmeisterschaften an. Sein mit Abstand bestes Ergebnis bei der Veranstaltung war der Gewinn der Bronzemedaille mit der Staffel. Zwei Jahre später konnte dieser Erfolg in Haute-Maurienne nicht wiederholt werden. Bei der Junioren-Europameisterschaft 2004 in Minsk konnte er mit der Staffel Europameister werden und belegte im Sprint (5.) und in der Verfolgung (7.) gute Platzierungen. Im Sommer des Jahres trat er bei der Weltmeisterschaft im Sommerbiathlon in Osrblie an und erreichte als bestes Ergebnis den achten Platz im Massenstart.
Zum Ende der Saison 2004/05 startete er erstmals im Biathlon-Weltcup. In Pokljuka wurde er 46. im Sprint und 41. in der Verfolgung – es sind bis heute (Stand 10. Dezember 2007) seine besten Ergebnisse in Einzelrennen. Seit der Saison 2006/07 wird Miklascheuski häufiger im Weltcup eingesetzt. Bei den Biathlon-Weltmeisterschaften 2007 in Antholz startete der Belarusse im Sprint und belegte den 76. Platz. Zu Beginn des Wettkampfjahres 2007/08 konnte er mit der belarussischen Staffel als Siebter erstmals eine Platzierung unter den Besten zehn erreichen. In Oberhof konnte die Platzierung im Jahr darauf noch um einen Rang verbessert werden.

## Biathlon-Weltcup-Platzierungen
Die Tabelle zeigt alle Platzierungen (je nach Austragungsjahr einschließlich Olympische Spiele und Weltmeisterschaften).
- 1.–3. Platz: Anzahl der Podiumsplatzierungen
- Top 10: Anzahl der Platzierungen unter den ersten zehn (einschließlich Podium)
- Punkteränge: Anzahl der Platzierungen innerhalb der Punkteränge (einschließlich Podium und Top 10)
- Starts: Anzahl gelaufener Rennen in der jeweiligen Disziplin
- Staffel: inklusive Mixed- und Single-Mixed-Staffeln

| Platzierung                      | Einzel | Sprint | Verfolgung | Massenstart | Staffel | Gesamt |
| -------------------------------- | ------ | ------ | ---------- | ----------- | ------- | ------ |
| 1. Platz                         |        |        |            |             |         |        |
| 2. Platz                         |        |        |            |             |         |        |
| 3. Platz                         |        |        |            |             |         |        |
| Top 10                           |        |        |            |             | 4       | 4      |
| Punkteränge                      |        |        |            |             | 8       | 8      |
| Starts                           | 7      | 15     | 3          |             | 8       | 33     |
| Stand: nach der Saison 2009/2010 |        |        |            |             |         |        |